# Rolf Puschmann

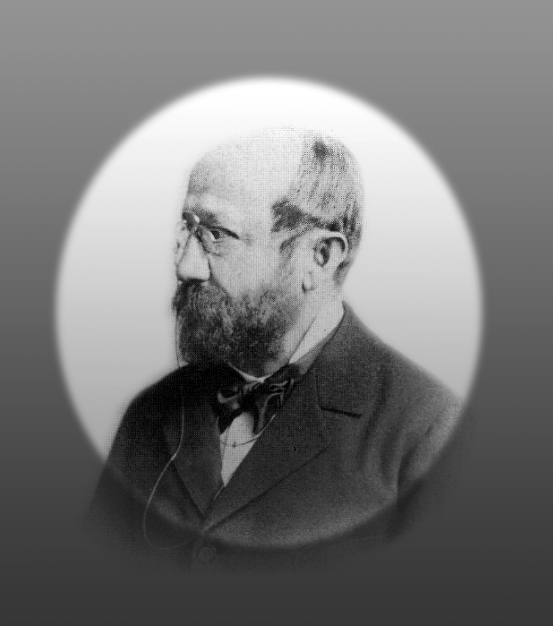
Rolf Puschmann

Rolf Puschmann, auch Rudolf (* 19. März 1846 in Greiffenberg, Landkreis Löwenberg, Provinz Schlesien; † 1. März 1914 in Solothurn), war ein aus Schlesien stammender Porzellanmaler, Grafiker, Illustrator und Kunstpädagoge. 1885 erhielt er das Schweizer Bürgerrecht.

## Leben und Werk
Puschmann wurde auf den Namen Rudolf getauft, nannte sich aber in späteren Jahren Rolf. Er absolvierte die Sekundarschule in Wiesa bei Greiffenberg und begann mit zwölf Jahren eine Töpferlehre in der Töpferei Langenöls bei Lauban. In Antwerpen erlernte er die Fayence- und Porzellanmalerei und unterrichtete anschliessend drei Jahre die Fayencetechnik in Sankt Petersburg. Als er genug Geld gespart hatte, studierte Puschmann an der Kunstschule in München. 
Anschliessend arbeitete er in Berlin in einer Tonwarenfabrik und besuchte nebenbei die Kunstgewerbeschule. Nach Puschmanns späteren Aussagen war er in Berlin in eine blutige Auseinandersetzung verwickelt und musste unter falschem Namen flüchten. Die Flucht führte ihn an die Ostsee und über die Insel Rügen nach Schleswig-Holstein, Skandinavien, Norwegen und schliesslich nach Jena, wo er ein Jahr später von der Polizei aufgespürt wurde. In der Folge flüchtete Puschmann nach Kassel, dann nach Weimar, wo er sich zum Militärdienst meldete. Später hielt sich Puschmann in Griechenland und Italien auf. In Florenz erkrankte Puschmann an der Malaria. 
Ab Juni 1874 war Puschmann als künstlerischer Leiter in der in Zürich-Riesbach ansässigen Tonwarenfabrik «Bodmer & Biber» tätig. Nebenbei unterrichtete er von 1876 bis 1888 als Zeichenlehrer an der Handwerkerschule Riesbach. 1885 erhielt er das Schweizer Bürgerrecht in der Gemeinde Riesbach, die acht Jahre später von der Stadt Zürich eingemeindet wurde.
Seit 1874 war er mit der aus Regensdorf stammenden Elise, geborene Frei, verheiratet. Als er 1891 als Nachfolger von Josef Pfluger (1819–1894) als Hauptlehrer für Freihandzeichnen, Darstellende Geometrie, Perspektive und Modellieren an die Real- und Handwerkerschule gewählt wurde, siedelte er mit seiner Frau nach Solothurn um. Puschmann unterrichtete nur nachmittags an der Schule und führte in der restlichen Zeit private Aufträge aus. So schuf er u. a. Zeichnungen für Wappen, Vignetten, Plakate, Postkarten sowie Buchillustrationen für Kalender und andere Drucke. Puschmann war auch als Mitglied in zwei von zehn Gremien für die Feier am 22. Juli 1938 der Dornacherschlacht tätig.
Puschmann war Mitglied in der Naturforschenden Gesellschaft Solothurn, wo er vielbeachtete Vorträge hielt. Als Freimaurer war er Mitglied der «Prometheus» Loge. Diese war ein Ableger der Berner Loge «Zur Hoffnung». Zudem gehörte er der St.-Lukas-Bruderschaft und der Töpfergesellschaft an. Puschmann kannte Robert Ruscheweyh und stand mit dessen Bruder H. Ruscheweyh in brieflichem Kontakt. Die Briefe tauchten später im Zürcher Antiquariatshandel auf.
Puschmann unterrichtete von 1894 bis 1896 auch an der pädagogischen Abteilung der Kantonsschule Solothurn (Lehrerseminar) als Zeichenlehrer, was ihm den Titel «Professor» eintrug. Er schenkte der historisch-antiquarischen Sammlung der Kantonsschule seine Sammlung von beinahe 1500 Siegelabdrucken, die er in Zürich-Riesbach für die dortige Handwerkerschule angelegt hatte. 1912 musste er wegen fortschreitender Krankheit von seinen Lehrtätigkeiten zurücktreten und verstarb zwei Jahre später. 
Es gibt zahlreiche Widersprüche zwischen seinem im Künstlerlexikon publizierten Lebenslauf und den von Puschmann gemachten Aussagen sowie den Angaben in Nachrufen. Einzelne Abschnitte seines Lebens bleiben im Dunkeln.